# Интеретно фестивал
Интеретно фестивал је традиционални фестивал настао у Суботици 2001. године са циљем да промовише културу, уметност и традицију тог подручија, на акцентом на фолклору и традиционалним српским и мађарским играма тог поднебља. 

## Програм
Програм фестивала се већински организује у Етнополису, фестивалском граду који се сваке године поставља у центру Суботице и у простору MKЦ Непкер, у оквиру кога се организује музички, ликовни, фолклорни и гастрономски део фестивала.
Сваке године фестивал се организује у другој половини Августа, и траје 5 дана. Током тих пет дана бивају организовани различити програми. Наступају фолклорна друштва из Србије, региона али из целог света, током целог фестивала постављене су тезге и штандови са домаћом храном из Војводине, са рукотворинама, као и штандови који промовишу уметност тог поднебља и очување старих заната.
У оквиру фестивала приређује се и Винска улица, када десет локалних винара излаже своје производе и нуди дегустацију и продају вина. Током фестивала такође се организује различит културно забавни програм, плесне групе, позоришне представе за децу, различити концерти и приредбе забавног типа, као и концерти традиционалне музике.